# فورد فیلیپین
فورد فیلیپین (انگلیسی: Ford Motor Company Philippines) شرکت خودروسازی فیلیپینی است، که زیرمجموعه‌ای از شرکت فورد می‌باشد و هم‌اکنون مدل‌هایی چون: فورد فوکوس، فورد فیستا، فورد اسکیپ، فورد سری ئی، فورد اکواسپورت، فورد موستانگ، مزدا ۳ و فورد اکسپلورر را تولید می‌کند.
شرکت فورد فیلیپین در سال ۱۹۲۹ توسط هنری فورد راه‌اندازی شد و در حال حاضر دارای ۴ کارخانه تولید خودرو در فیلیپین می‌باشد و تولیدات خود را به کشورهای اندونزی، تایلند، مالزی، ویتنام و سنگاپور صادر می‌نماید. دفتر مرکزی این شرکت در شهر لاگونا، فیلیپین قرار دارد.